# Boarmia hemiprasina
Boarmia hemiprasina là một loài bướm đêm trong họ Geometridae.